# Municipio de Calvin (Kansas)
El municipio de Calvin (en inglés: Calvin Township) es un municipio ubicado en el condado de Jewell en el estado estadounidense de Kansas. En el año 2010 tenía una población de 48 habitantes y una densidad poblacional de 0,59 personas por km².

## Geografía
El municipio de Calvin se encuentra ubicado en las coordenadas 39°42′20″N 98°12′53″O / 39.70556, -98.21472. Según la Oficina del Censo de los Estados Unidos, el municipio tiene una superficie total de 81.5 km², de la cual 81,34 km² corresponden a tierra firme y (0,19 %) 0,16 km² es agua.

## Demografía
Según el censo de 2010, había 48 personas residiendo en el municipio de Calvin. La densidad de población era de 0,59 hab./km². De los 48 habitantes, el municipio de Calvin estaba compuesto por el 100 % blancos. Del total de la población el 2,08 % eran hispanos o latinos de cualquier raza.